# Tony Manero
Pour le film, voir Tony Manero (film)
Tony Manero est un personnage de fiction, héros du film La Fièvre du samedi soir, et de sa suite Staying Alive. Il est joué par John Travolta.

## Biographie fictive
En 1977, Tony est un jeune Italo-Américain vivant à Bensonhurst, un quartier italien de l'arrondissement de Brooklyn à New York. Il travaille dans un magasin de peinture et dépense son argent pour aller danser chaque samedi soir dans une boîte de disco, le 2001 Odyssey. Il vit avec ses parents et sa grand-mère. Son grand frère, Frank, est religieux et est la grande fierté de ses parents. Tony s'évade donc par la danse. Il est très populaire dans la discothèque.
Six ans plus tard, il a quitté Brooklyn pour Manhattan. Il enseigne la danse mais travaille également comme serveur dans une boîte de nuit. Mais son quartier d'origine le rattrape et l'empêche de décrocher des vrais emplois…

## Films
- 1977 : La Fièvre du samedi soir (Saturday Night Fever) de John Badham, avec Karen Lynn Gorney, Barry Miller, Joseph Cali
- 1983 : Staying Alive de Sylvester Stallone, avec Cynthia Rhodes, Finola Hughes, Kurtwood Smith
- 2008 : Tony Manero de Pablo Larrain avec Alfredo Castro